# جیمز هورست (بازیکن فوتبال)
جیمز هورست (انگلیسی: James Hurst؛ زادهٔ ۳۱ ژانویهٔ ۱۹۹۲) بازیکن فوتبال اهل بریتانیا است.
از باشگاه‌هایی که در آن بازی کرده‌است می‌توان به باشگاه فوتبال گایزلی، باشگاه فوتبال تورکی یونایتد، باشگاه فوتبال نورث‌همپتون تاون، باشگاه فوتبال چسترفیلد، باشگاه فوتبال پورتسموث، باشگاه فوتبال بلکپول، باشگاه ورزشی وستمانایا، باشگاه فوتبال بیرمنگام سیتی، باشگاه فوتبال کراولی تاون، باشگاه فوتبال شروزبری تاون، و باشگاه فوتبال وست برومویچ آلبیون اشاره کرد.
وی همچنین در تیم‌های ملی فوتبال زیر ۱۶ سال انگلستان، زیر ۱۷ سال انگلستان، زیر ۱۹ سال انگلستان، و زیر ۲۰ سال انگلستان بازی کرده‌است.